# Список премьер-министров Мозамбика
Премьер-министр Мозамбика (порт. Primeiro-ministro de Moçambique) — глава правительства Республики Мозамбик (до 1999 года — Народная республика Мозамбик, порт. República Popular de Moçambique).

## Полномочия
Премьер-министр назначается и отстраняется от должности указом Президента страны. Его функции включают в себя созыв и председательство в Совете министров, консультирование президента, оказание помощи президенту в управлении страной и координацию работы министров.

## Переходное правительство
Согласно подписанным 7 сентября 1974 года в Лусаке (Замбия) Лусакским соглашениям между Фронтом Освобождения Мозамбика (ФРЕЛИМО) и правительством Португалии, созданным после Революции гвоздик, Португалия признала право мозамбикского народа на независимость и согласовала с ФРЕЛИМО условия передачи власти. Соглашение устанавливало, что независимость будет провозглашена после переходного периода, в ходе которого власть внутри страны будет разделена между обеими сторонами путём создания совместного переходного правительства, которое было сформировано 20 сентября 1974 года под председательством представителя ФРЕЛИМО. Провозглашение независимости Мозамбика было назначено на 25 июня 1975 года, — тринадцатую годовщину создания ФРЕЛИМО.
|   | Портрет | Имя                                                           | Начало полномочий | Окончание полномочий | Партия                       |
| - | ------- | ------------------------------------------------------------- | ----------------- | -------------------- | ---------------------------- |
| 1 |         | Жоакин Алберту Чиссано (1939—) порт. Joaquim Alberto Chissano | 20 сентября 1974  | 25 июня 1975         | Фронт освобождения Мозамбика |

## Список премьер-министров
Более десятилетия после провозглашения независимости правительство Мозамбика непосредственно управлялось президентом страны. Пост премьер-министра был создан Саморой Мойзешем Машелом 17 июля 1986 года, незадолго до его гибели в авиакатастрофе 19 октября 1986 года.
|   | Портрет | Имя                                                                                  | Начало полномочий | Окончание полномочий | Партия                       |
| - | ------- | ------------------------------------------------------------------------------------ | ----------------- | -------------------- | ---------------------------- |
| 2 |         | Мариу Фернандеш да Граса Машунгу (1940—2020) порт. Mário Fernandes da Graça Machungo | 17 июля 1986      | 16 декабря 1994      | Фронт освобождения Мозамбика |
| 3 |         | Пашкуал Мануэл Мокумби (1941—2023) порт. Pascoal Manuel Mocumbi                      | 16 декабря 1994   | 17 февраля 2004      | Фронт освобождения Мозамбика |
| 4 |         | Луиза Диаш Диогу (1958—) порт. Luísa Dias Diogo                                      | 17 февраля 2004   | 16 января 2010       | Фронт освобождения Мозамбика |
| 5 |         | Айреш Бонифасиу Баптишта Али (1955—) порт. Aires Bonifácio Baptista Ali              | 16 января 2010    | 8 октября 2012       | Фронт освобождения Мозамбика |
| 6 |         | Алберту Клементину Антониу Вакина (1961—) порт. Alberto Clementino António Vaquina   | 8 октября 2012    | 9 января 2015        | Фронт освобождения Мозамбика |
| 7 |         | Карлуш Агоштинью ду Розариу (1954—) порт. Carlos Agostinho do Rosário                | 9 января 2015     | 3 марта 2022         | Фронт освобождения Мозамбика |
| 8 |         | Адриану Афонсу Малеяни (1949—) порт. Adriano Afonso Maleiane                         | 3 марта 2022      | 17 января 2025       | Фронт освобождения Мозамбика |
| 9 |         | Мария Бенвинда Делфина Леви (1969—) порт. Maria Benvinda Delfina Levi                | 17 января 2025    | действующий          | Фронт освобождения Мозамбика |